# Ismaily
Ismaily, mit vollem Namen Ismaily Gonçalves dos Santos (* 11. Januar 1990 in Angélica), ist ein brasilianischer Fußballspieler.

## Karriere
Ismaily begann seine Karriere im Jahr 2007 beim FC Ivinhema. Auf der Position des Stürmers erzielte er elf Treffer in der Staatsmeisterschaft von Mato Grosso do Sul und war der beste Torschütze seiner Mannschaft. Kurz danach wechselte er zu Desportivo Brasil, welche ihn sofort zum EC São Bento verliehen. Für seinen Leihverein kam er jedoch auf keinen einzigen Einsatz. Zurück bei Desportivo Brasil wurde er zum linken Außenverteidiger umgeschult.
Zur Saison 2009/10 wechselte der 19-jährige nach Portugal um für den GD Estoril Praia in der zweithöchsten Spielklasse zu spielen. Sein erstes und einziges Tor erzielte er am 8. November 2009 beim 2:0-Heimsieg über den Gil Vicente FC. Für Estoril absolvierte er in dieser Spielzeit alle 30 Ligaspiele. Im Sommer 2010 wechselte er in die erste portugiesische Division zum SC Olhanense. Nach zwei Jahren bei den Leões unterschrieb er am 16. Juni 2012 beim Ligakonkurrenten Sporting Braga einen Vierjahresvertrag. Am ersten Spieltag der Saison 2012/13 gab er beim 2:2-Unentschieden gegen Benfica Lissabon sein Debüt für seinen neuen Verein. In diesem Spiel bereitete er beide Treffer Bragas vor. Im Hinspiel der 4. Qualifikationsrunde zur UEFA Champions League 2012/13 gegen Udinese Calcio erzielte er mit einem Schuss aus 30 Metern Entfernung den Ausgleich zum 1:1-Entstand.
Bereits im Februar 2013 wechselte Ismaily verließ Ismaily Braga wieder und wechselte zum ukrainischen Premjer-Liha-Verein Schachtar Donezk. Seinen einzigen Saisoneinsatz und sein Debüt für Donezk bestritt er am 19. Mai 2013 gegen Metalurh Saporischschja. Beim 3:3-Unentschieden erzielte er in der 33. Minute sein erstes Tor für Schachtar. In den folgenden drei Saisons kam er nur in 29 Ligaspielen zum Einsatz, in denen der Verteidiger jedoch fünf Tore erzielte. Erst in der Saison 2016/17 etablierte er sich in der Startformation der Hirnyky.
Im August 2022 verließ der Brasilianer Donezk nach über neun Jahren und schloss sich dem französischen OSC Lille an.

## Erfolge
FC Ivinhema
- Staatsmeisterschaft von Mato Grosso do Sul: 2008

Sporting Braga
- Portugiesischer Ligapokalsieger: 2012/13

Schachtar Donezk
- Ukrainischer Meister: 2012/13, 2013/14, 2016/17, 2017/18, 2018/19, 2019/20
- Ukrainischer Pokalsieger: 2012/13, 2015/16, 2016/17, 2017/18, 2018/19
- Ukrainischer Supercupsieger: 2015, 2017